# 黄金バットがやってくる
『黄金バットがやってくる』（おうごんバットがやってくる）は、1972年（昭和47年）5月13日に公開された日本映画。東宝傘下の製作プロダクションとして設立された東宝映画の第一回作品。配給は東宝。

## 概要
1935年（昭和10年）、子供たちに圧倒的な人気を誇った紙芝居「黄金バット」誕生に隠されたエピソードをほのぼのと描く。  

## スタッフ
- 製作：森岡道夫
- 原作：加太こうじ（立風書房刊）
- 脚本：笠原良三
- 撮影：志賀邦一
- 美術：中古智
- 録音：刀根紀雄
- 照明：石井長四郎
- 音楽：早川正昭
  - 演奏：東京ヴィヴァルディ合奏団
  - サントラ盤：東宝レコード
- 効果：東宝効果集団
- 整音：東宝録音センター
- 監督助手：奈良正博
- 編集：小川信夫
- 合成：土井三朗
- イラスト：佐藤わきこ
- 現像：東京現像所
- 製作担当者：村上久之
- 監督：石田勝心

### スタッフ（ノンクレジット）
- 監督助手：西川常三郎、中野俊一[要出典]

## キャスト
- 京島徳平：小林桂樹
- 菅野善吉：藤岡琢也
- めぐみ：紀比呂子
- 片山透：石川博
- 紀代子：市川和子
- 政子：石井トミコ
- 佐伯茂男：高橋長英
- 丸川清太郎：小沢昭一
- ぎん：北林谷栄
- 浮舟：猪俣光世
- 女給：浦山珠実
- 自転車屋：夏木順平
- 妻：小野松枝
- 近藤：上田忠好
- 豊島：小川安三
- 松野：大前亘
- 清水：小島三児
- 三島：梅津栄
- バイニン：柳家小せん (4代目)
- ホール係：毛利幸子
- 司会者：金原亭馬の助 (初代)
- 刑事：草川直也、門脇三郎
- 税務署員：名古屋章
- 木下：勝部義夫

## 同時上映
『軍旗はためく下に』
- 原作：結城昌治／脚本：新藤兼人／監督：深作欣二／主演：丹波哲郎／東宝・新星映画社提携作品